# 岛村盛实
岛村盛实（しまむら もりざね）是战国時代的武将。浦上氏家臣。備前國高取山城主。

## 略歴
天文3年（1534年），夺走宇喜多能家的砥石城后逼迫能家自杀。自此之后构筑了浦上家内最大的势力，但是在永禄2年（1559年）被能家之孫・宇喜多直家怀疑谋反而被其杀害。

## 脚注
1. ↑  『『史料綜覧』第9編之909 708頁

## 出典
- 『備前軍記』
- 『後奈良天皇紀』（自天文三年五月至同年七月）